# Уокер, Гилберт Томас
Сэр Гилберт Томас Уокер CSI FRS (14 июня 1868 — 4 ноября 1958) — английский физик и статистик XX века. Уокер изучал математику и применял ее в различных областях, включая аэродинамику, электромагнетизм и анализ данных временных рядов, прежде чем занять должность преподавателя в Кембриджском университете. Хотя у него не было опыта в метеорологии, его наняли на должность в Метеорологическом департаменте Индии, где он работал над статистическими подходами к предсказанию муссонов. Он разработал методы анализа данных временных рядов, которые теперь называют уравнениями Юла-Уокера. Он известен своим новаторским описанием Южного колебания, главного явления глобального климата, а также открытием того, что названо в его честь циркуляцией Уокера, а также значительным прогрессом в изучении климата в целом. Он также способствовал ранней карьере индийского математического вундеркинда Шриниваса Рамануджана.

## Выход на пенсию в Англию
Уокер продолжал свои исследования ежегодной погоды и изменения климата даже после выхода на пенсию из Индии (в 1924 году, когда он был посвящен в рыцари) и принятия профессуры метеорологии в Имперском колледже Лондона. Его первоначальная цель — предсказание неудач в сезон дождей — была лишь переменным успехом; однако его теории и широкий круг поддерживающих исследований представляют собой неоценимый шаг вперед, позволив его последователям в изучении климата выйти за рамки местных наблюдений и прогнозов и перейти к всеобъемлющим моделям климата во всем мире. Он занимал пост президента Королевского метеорологического общества с 1926 по 1927 год.
Уокер был избран членом Королевского общества в 1904 году, задолго до его работы в области метеорологии, благодаря его работе в области прикладной математики и приложений к электромагнетизму. Уокер, обладая талантом к математике, был одним из первых, кто осознал способности индийского математического вундеркинда Шриниваса Рамануджана и написал письмо в Мадрасский университет с просьбой о предоставлении стипендии.

Интерес Уокера к широкому кругу вопросов заставил его отметить растущую замкнутость специалистов:
Сегодня всегда существует риск, что специалисты по двум предметам, использующие языки, полные непонятных слов без изучения, вырастут не только без знания работы друг друга, но и будут игнорировать проблемы, требующие взаимной помощи. 
Уокер женился на Мэри Констанс Картер в 1908 году, и у них родились сын Майкл Эшли и дочь Верити Мишлин. Он умер в Колсдоне, графство Суррей, 4 ноября 1958 года. Ему было 90 лет. Институт Уокера в Великобритании, созданный для изучения климата, назван в его честь.

## Публикации
Публикации по индийской метеорологии:
- Корреляция сезонных колебаний климата (Введение). Воспоминания Метеорологического департамента Индии 20 (6):
- О метеорологических свидетельствах предполагаемых изменений климата в Индии. Мемуары Метеорологического департамента Индии 21 (1):
- Корреляция сезонных колебаний погоды. II. Мемуары Метеорологического департамента Индии 21 (2)
- Данные о сильных дождях за короткие периоды в Индии. Мемуары Метеорологического департамента Индии 21 (3)
- Подверженность засухе в Индии по сравнению с другими странами. Мемуары Метеорологического департамента Индии 21 (5)
- (с Раи Бахадуром Хем Раджем). Холодные бури на севере Индии. Мемуары Метеорологического департамента Индии 21 (7)
- Дальнейшее изучение взаимосвязи с индийскими муссонными дождями. Мемуары Метеорологического департамента Индии 21 (8).
- Корреляция сезонных колебаний погоды, III. Мемуары Метеорологического департамента Индии 21 (9)
- Корреляция сезонных колебаний погоды, IV, солнечных пятен и осадков. Мемуары Метеорологического управления Индии 21 (10).
- Корреляция сезонных колебаний погоды, V, солнечных пятен и температуры. Мемуары Метеорологического департамента Индии 21 (11)
- Корреляция сезонных колебаний погоды, VI, солнечных пятен и давления. Мемуары Метеорологического департамента Индии 21 (12)
- Месячные и годовые нормы осадков. Мемуары Метеорологического департамента Индии 22 (1)
- Ежемесячно и годовые нормы количества дождливых дней. Мемуары Метеорологического департамента Индии 22 (2)
- Месячные и годовые нормы давления, температуры, относительной влажности, упругости пара и облачности. Мемуары Метеорологического департамента Индии 22 (3)
- Корреляция сезонных колебаний погоды, VII, местного распределения муссонных дождей. Мемуары Метеорологического управления Индии 23 (2)
- Ежемесячное и годовое нормальное количество осадков и дождливых дней. Мемуары Метеорологического управления Индии 23 (7)
- Частота сильных дождей в Индии. Мемуары Метеорологического департамента Индии 23 (8)
- Корреляция сезонных колебаний погоды, VIII, предварительное изучение погоды в мире. Мемуары Метеорологического департамента Индии 24 (4)
- Корреляция сезонных колебаний погоды, IX, дальнейшее изучение погоды в мире. Мемуары Метеорологического департамента Индии 24 (9)
- Корреляция сезонных колебаний погоды, X, приложения к сезонному прогнозированию в Индии. Мемуары Метеорологического департамента Индии 24 (10)
- (совместно с TC Kamesvara Rao) Типы осадков в Индии в период холодной погоды, с декабря по март 1915 г. Мемуары Метеорологического департамента Индии 24 (11)

Публикации по методологии:
- Walker, G.T. (1925). On periodicity. Quarterly Journal of the Royal Meteorological Society. 51 (216): 337–346. Bibcode:1925QJRMS..51..337W. doi:10.1002/qj.49705121603.

Публикации на другие темы:
- (1896) On a dynamical top. Q. J. Pure Appl. Math. 28:175-184.